# 夏氏拟扁枝藓
夏氏拟扁枝藓（学名：Homaliadelphus sharpii）为平藓科拟扁枝藓属下的一个种。

## 扩展阅读
- 維基物種上的相關：夏氏拟扁枝藓